# Honest (пісня Джастіна Бібера)
«Honest» (укр. Чесний) — пісня канадського співака Джастіна Бібера, за участю американського репера та співака Don Toliver. Випущена лейблом Def Jam Recordings 29 квітня 2022 року як провідний сингл з майбутнього сьомого студійного альбому Бібера. Продюсерами пісні стали Beam, Сонні та Азул Вінтер, а написана була Бібером, Don Toliver, Тайшеном Томпсоном, Саймоном Пламмером, Аміром Стіві Б і Алесією Гібсон. Пісня стала другою спільною роботою двох виконавців після їхнього спільного синглу 2021 року з американським продюсером Skrillex «Don't Go». «Honest» написана в стилі R&B/хіп-хоп, та тональності соль-дієз мінор.

## Створення
«Honest» є першим офіційним синглом Бібера після «Ghost» з його шостого студійного альбому Justice (2021), хоча він випустив кілька спільних робіт з іншими виконавцями, які після цього стали синглами. В інтерв'ю SiriusXM Бібер сказав, що намагався зробити щось легшим і оптимістичнішим, оскільки в «Ghost» він співає про смерть коханої людини та інші делікатні теми, додавши, що він відчуває зв'язок з барабанними паттернами пісні, граючи на барабанах. 3 травня 2022 року Ебро Дарден взяв інтерв'ю у Бібера для Apple Music. Бібер обговорив участь ямайсько-американського репера та співака Beam у продюсуванні та написанні пісні «Honest», у якому він сказав, що Beam «допоміг написати цю пісню, і так, знову ж таки, його підхід до створення божевільний, і я люблю експериментувати з новими підходами, новими ритмами», особливо тому, що «я барабанщик, тому для мене можливість експериментувати з цими маленькими барабанами — це весело». Щодо Толівера, Бібер зізнався, що «Мені просто подобаються його мелодії, вони, чесно, божевільні. У нього дійсно дивовижна гармонія його пісень і його музики. А я просто справжній шанувальник. Він дуже унікальний».

## Музичне відео
Офіційне музичне відео на пісню «Honest», режисером якого став Cole Bennett з Lyrical Lemonade, відбулося на YouTube-каналі Lyrical Lemonade разом із піснею 29 квітня 2022 року. Відео має зимову атмосферу, в якому Бібер і Толівер катаються на снігоходах. Бібер і Беннет також зняли кліп на сингл Бібера «I Feel Funny», який вийшов за два дні до пісні та кліпу на «Honest». Вони працювали над візуалізацією для «I Feel Funny», коли Бібер дуркував у перервах між різними сценами під час зйомки кліпу для «Honest», з наміром зробити смішну комедійну пісню та відео для просування «Honest». Беннетт додав, що «одного дня Джастін випадковим чином написав мені повідомлення про цю пісню і сказав: „ми можемо зняти відео для неї? пісня просто номер 1“. Ми жартували про те, щоб зняти для нього відео, але так і не зробили цього. Через кілька тижнів ми монтували відео, яке нещодавно зняли, але так і не закінчили (Honest). У нас було трохи часу між сценами. Тож я зайшов у його трейлер і сказав: „Пам'ятаєш ту пісню, яку ти мені надіслав? Давай знімемо відео на мій телефон між основного кліпу“». Коли починається відео на «Honest», Бібер одягає помаранчеву лижну маску, крізь яку видно лише його очі та рот. Потім він з'являється в лижному будиночку, тепер одягнений у повністю білий зимовий одяг, спостерігаючи за снігом, який падає за вікном. Пізніше Толівер приєднується до Бібера, і два артисти катаються лісом на снігоходах. Бібер і Толівер сидять біля каміна з коханими, але коли з'являються вороги, дует хапає зброю і починає стріляти в них.

## Чарти
| Чарт (2022)                               | Найвища позиція |
| ----------------------------------------- | --------------- |
| Австралія (ARIA)                          | 28              |
| Канада (Canadian Hot 100)                 | 21              |
| Канада (CHR/Top 40) (Billboard)           | 40              |
| Франція (SNEP)                            | 183             |
| Німеччина (Media Control AG)              | 98              |
| Billboard Global 200                      | 24              |
| Греція (IFPI)                             | 42              |
| Ірландія (IRMA)                           | 36              |
| Японія Hot Overseas (Білборд)             | 19              |
| Литва (AGATA)                             | 58              |
| Нідерланди (Single Tip)                   | 2               |
| Нова Зеландія Hot Singles (RMNZ)          | 4               |
| Португалія (AFP)                          | 78              |
| Південна Африка (RISA)                    | 84              |
| Швеція Heatseeker (Sverigetopplistan)     | 15              |
| Швейцарія (Media Control AG)              | 54              |
| Велика Британія (Official Charts Company) | 54              |
| США (Billboard Hot 100)                   | 44              |
| США (Mainstream Top 40) (Billboard)       | 39              |
| США (Rhythmic) (Billboard)                | 22              |
| В'єтнам (Vietnam Hot 100)                 | 45              |

## Історія випуску
| Регіон | Дата           | Формат                                    | Лейбл       | Прим.  |
| ------ | -------------- | ----------------------------------------- | ----------- | ------ |
| Різні  | 29 квітня 2022 | Цифрове завантаження потокове відтворення | Def Jam     | [ 3 ]  |
| США    | 17 травня 2022 | Urban radio                               | Def Jam UMG | [ 34 ] |